# Dimitri Daeseleire
Pour les articles homonymes, voir Daeseleire.
Dimitri Daeseleire est un footballeur belge, né le 18 mai 1990 à Anvers en Belgique. Il évolue actuellement à Oud-Heverlee Louvain comme défenseur.

## Biographie
Il commence sa formation au Lierse et décide de partir en juillet 2006 chez les jeunes du KRC Genk. En janvier 2008, il fait ses grands débuts pour Genk en première division belge. Lors de la saison 2009-2010, son entraineur, Hein Vanhaezebrouck en fait un titulaire. En 2011, il rejoint le K Saint-Trond VV. En 2013, il est prêté au Royal Antwerp FC et il décide au mercato estival de 2015 de rejoindre ce club.

## Palmarès
- Vainqueur de la Coupe de Belgique en 2009 avec le KRC Genk